# Apocalyptic Feasting
Apocalyptic Feasting è il primo album pubblicato dalla band technical death metal Brain Drill.

## Storia
Nell'agosto del 2007, approvarono un patto globale con l'etichetta Metal Blade Records, e poco dopo il quartetto comprendente i membri: il chitarrista Dylan Ruskin, il cantante Steve Rahjen, il bassista Jeff Hughell e batterista Marco Pitruzzella, registrarono con il produttore Zack Ohren, il loro album di debutto per intero a Castel Ultimate Studios, a Oakland,in California.

## La critica
Apocalyptic Feasting fu considerato positivamente dalle critiche; i critici, per la maggior parte, espressero ammirazione per il lavoro della band. Il critico di Allmusic Thom Jurek dichiarò che il modo di suonare la chitarra di Dylan Ruskin è "utterly fast" (tradotto letteralmente "interamente veloce") e il modo di suonare il basso di Jeff Hughell è "selvaggiamente originale e ultra-pesante come i Meshuggah".

## Tracce
Tutte le canzoni sono state scritte da Dylan Ruskin e Steve Rathjen.
1. Gorification - 3:53 -  (Steve Rathjen)
2. The Parasites - 3:24 -  (Dylan Ruskin)
3. Apocalyptic Feasting - 3:41 -  (Steve Rathjen)
4. Swine Slaughter - 3:1" -  (Dylan Ruskin)
5. Forcefed Human Shit - 1:31 -  (Dylan Ruskin)
6. Consumed by the Dead - 3:18 -  (Dylan Ruskin)
7. Revelation - 3:44 -  (Dylan Ruskin)
8. Bury the Living - 4:13 -  (Steve Rathjen)
9. The Depths of Darkness - 3:54 -  (Dylan Ruskin)
10. Sadistic Abductive - 4:19 -  (Steve Rathjen)

## Formazione
- Steve Rahjen – cantante
- Dylan Ruskin – chitarra
- Jeff Hughell – basso
- Marco Pitruzella – batteria
- Zack Ohren – produzione, master, addetto al missaggio
- Par Olofsson – addetto alle illustrazioni